# Ford 1949
Ford 1949 es un modelo de automóvil de la Ford Motor Company de Estados Unidos, que se comenzó a fabricar en el año 1949.

## Historia
Después de la buena aceptación del modelo Ford 1941 versión 1948, Ford rediseña los coches para el año 1949, se trataba de un coche nuevo, manteniendo los motores de 6 cilindros en línea y el motor V8, con mejoras de potencia.
Los Ford 1949 debutan en una fiesta de gala que se realizó en el Hotel Waldorf-Astoria de Nueva York en junio de 1948. La nueva estructura de acero integrada fue anunciado como un "cuerpo de salvavidas", e incluso el vagón de madera era de acero en su interior.
Las líneas de lujo y super lujo fueron sustituidas por una nueva norma, los coches tenían un aspecto moderno con guardabarros trasero completamente integrada y una defensa en el frente y en la parte posterior del automóvil muy vistosa de acero cromado.

### Años 1950 - 1951
El año 1950 vio un nuevo Ford "sedán deportivo" de dos puertas con dos tonos de pintura destinado a dar batalla a la competencia con la marca Chevrolet, que habían sacado al mercado un modelo muy popular en el año 1950.
El 1951 Ford presentó un opcional, el Ford-O-Matic de transmisión automática, vehículo que sale por primera vez al mercado automovilístico. 

## Galería de imágenes

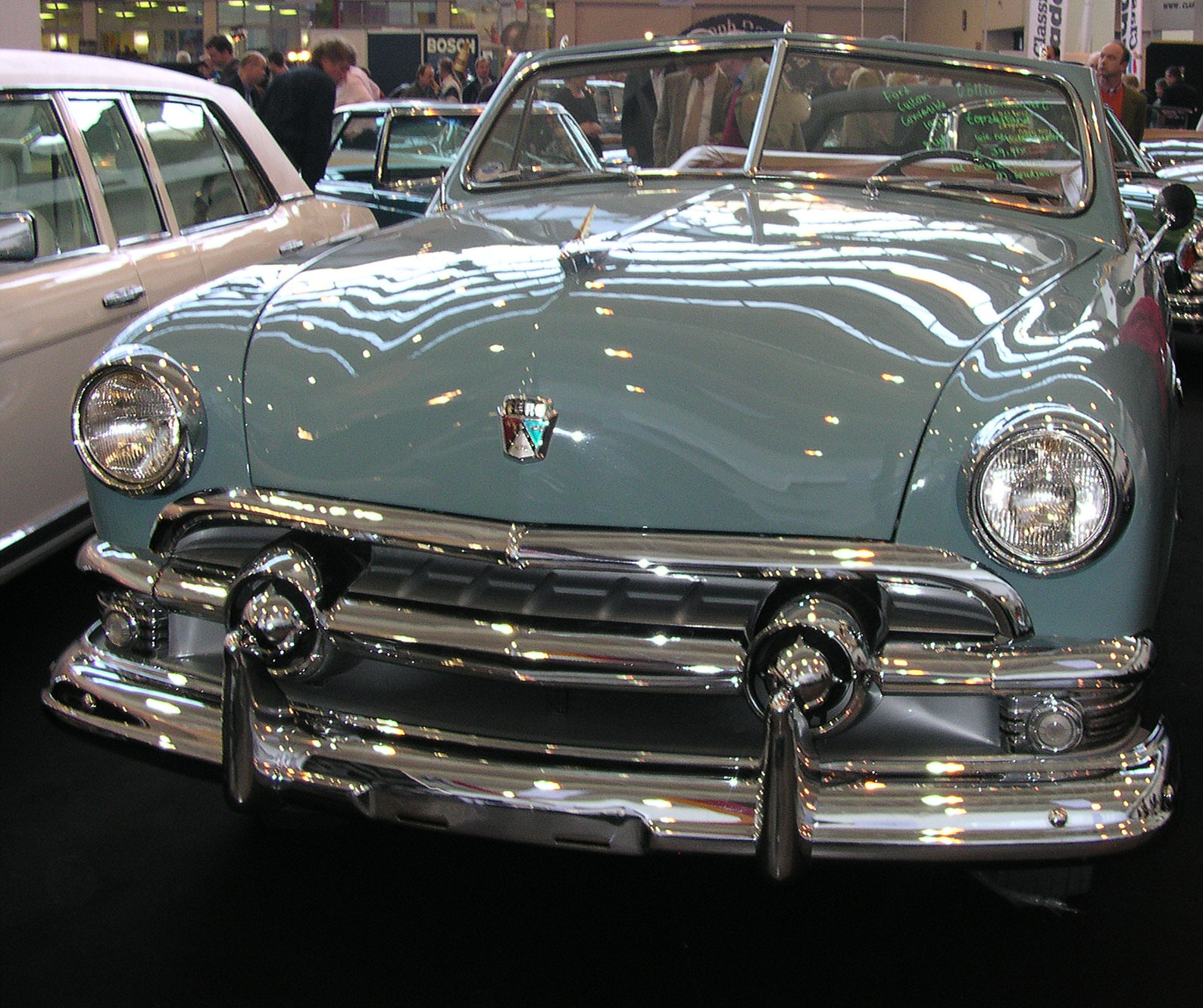
Ford 1951 Cabriolet (vista frontal)
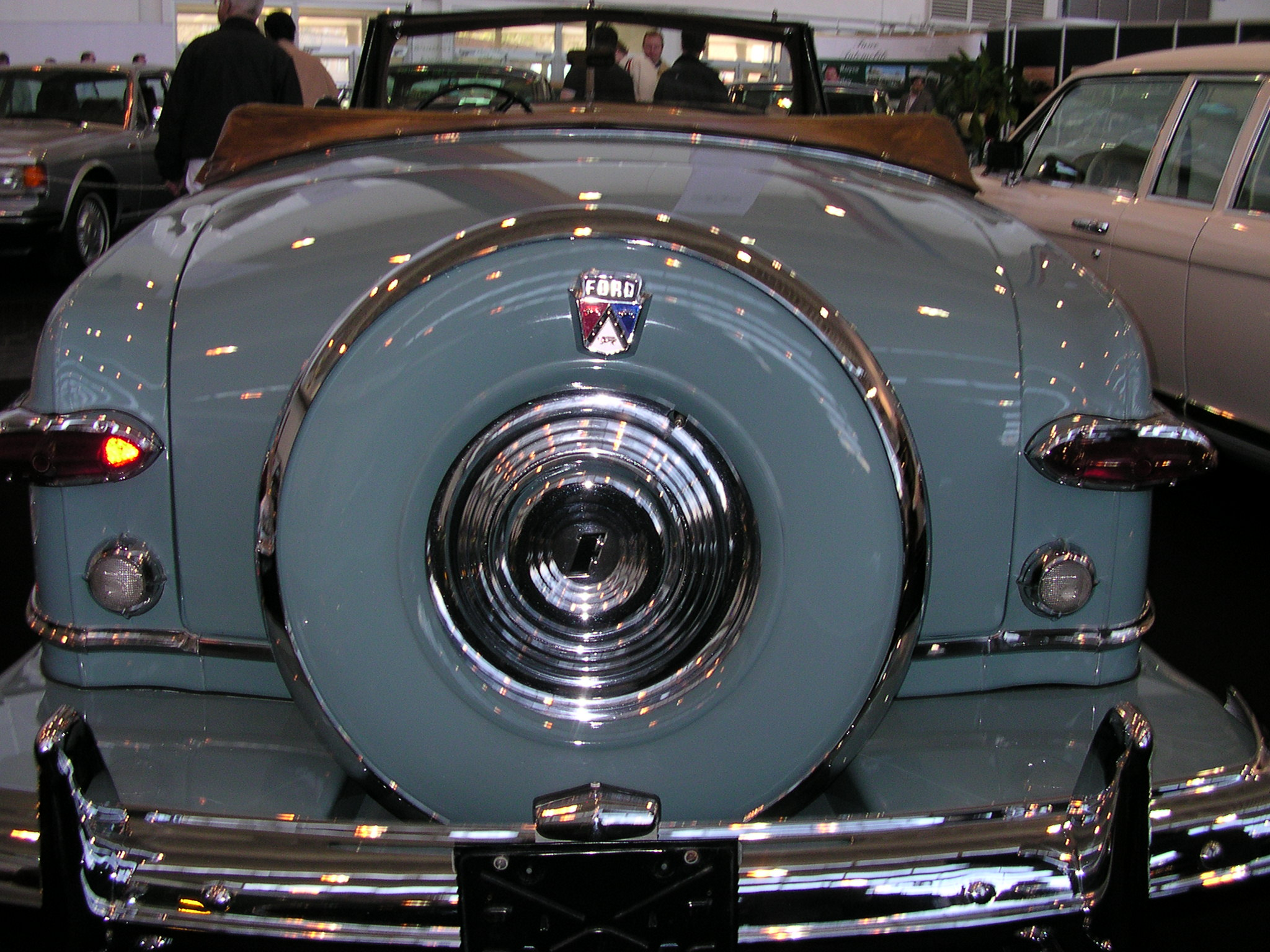
Ford 1951 Cabriolet (vista trasera)
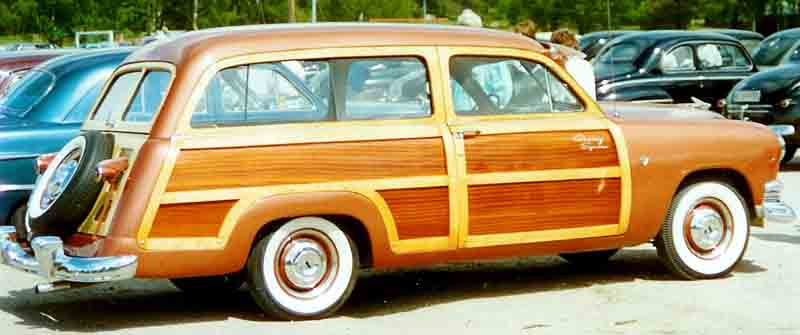
Ford 1951 V-8 Station Wagon
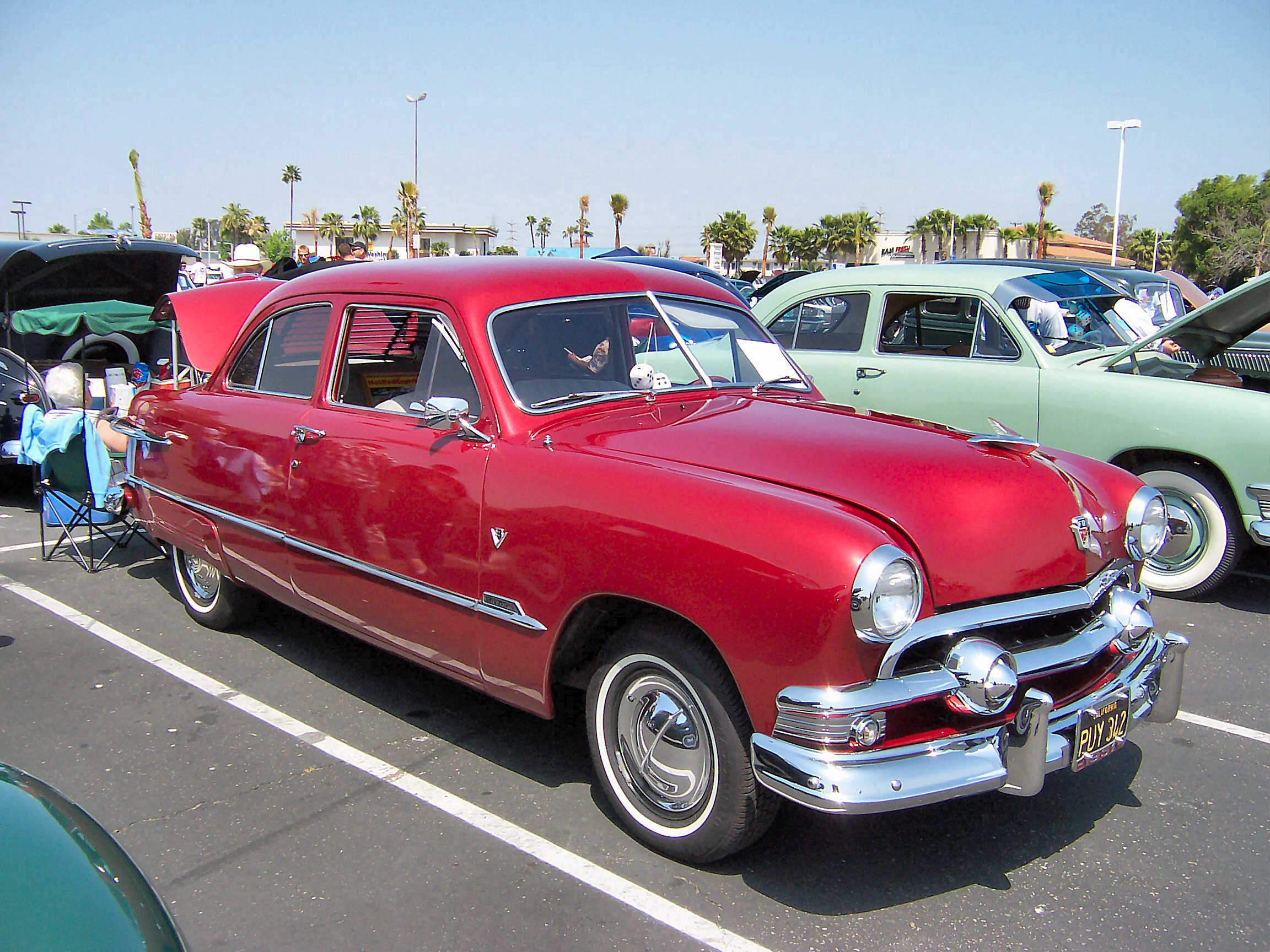
Ford 1951 Super de lujo
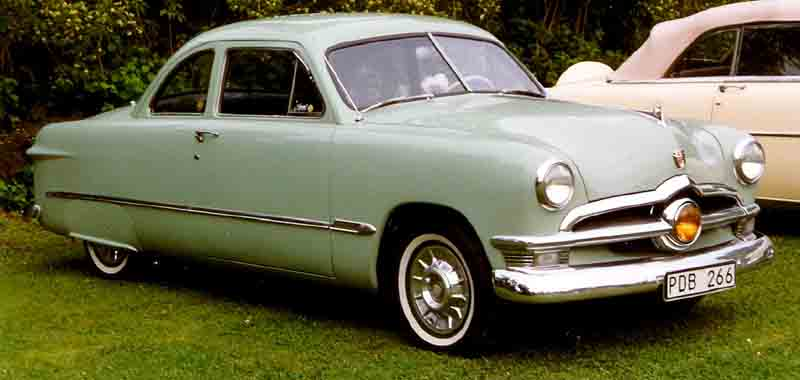
Ford 1950 Custom de lujo
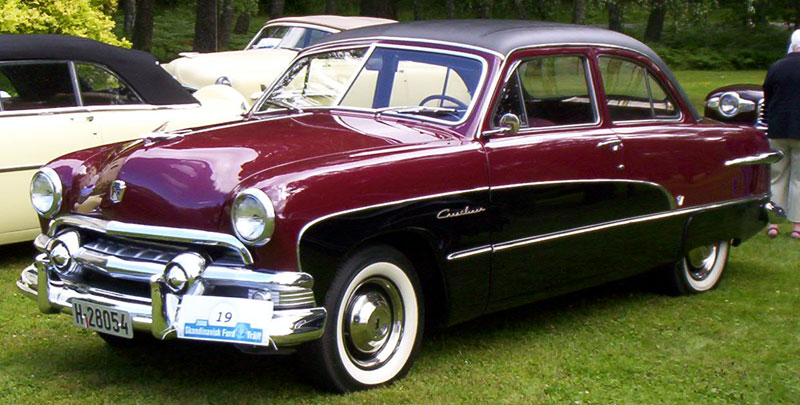
Ford 1951 de dos colores
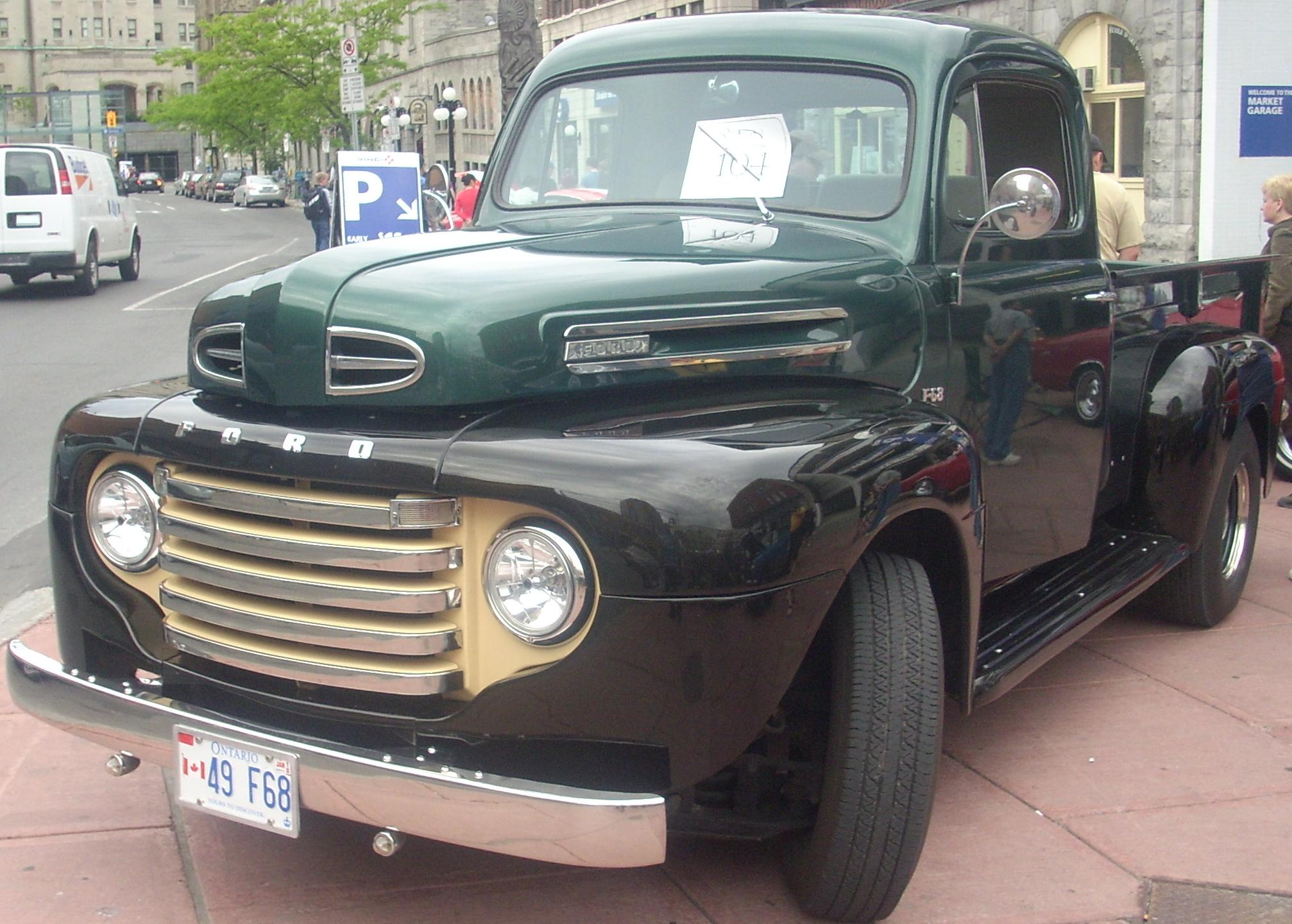
Ford 1949 camioneta
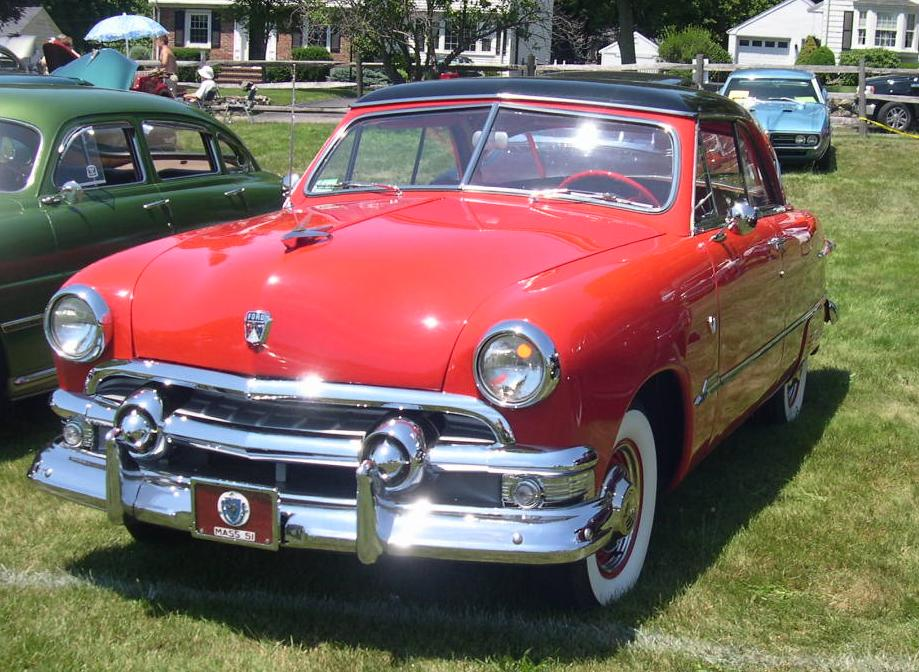
Ford 1951 custom cupe V8